# Insurrezione slovacca del 1848-1849
L'Insurrezione slovacca del 1848-1849 (in slovacco: Slovenské povstanie), anche nota come Campagne dei volontari slovacchi (in slovacco: Slovenské dobrovoľnícke výpravy) fu una sollevazione degli slovacchi contro la dominazione magiara nell'attuale Slovacchia occidentale, nell'ambito delle  rivoluzioni nell'Impero asburgico. Fu il principale episodio militare del Risorgimento slovacco. Durò dal settembre del 1848 al novembre del 1849.

## Contesto
Il 1848 fu l'anno della Primavera dei popoli, in cui i sentimenti patriottici dei popoli oppressi sfociarono in aperte rivolte in tutta Europa. La nazione slovacca, sebbene non avesse ancora raggiunto una piena consapevolezza dell'identità nazionale, ebbe un ruolo importante nelle rivolte che scoppiarono in tutto l'Impero austro-ungarico. Dopo che la Rivoluzione francese del 1848 da Parigi nel 1848 si propagò a Vienna, scoppiarono tumulti che rovesciarono il governo reazionario del principe Klemens von Metternich il 13 marzo 1848. Da Vienna l'ondata rivoluzionaria si diffuse nelle terre del Regno d'Ungheria. Il 15 marzo, proteste di massa a Buda e a Pest portarono alla  proclamazione della Dieta ungherese, sotto la guida di Lajos Kossuth, che dichiarò il Regno d'Ungheria indipendente dall'Impero asburgico.

### Gli slovacchi prima del 1848
Fra il 26 e il 28 agosto 1844 si tenne un incontro a Liptovský Mikuláš fra esponenti cattolici e protestanti, nonché rappresentanti di altre fazioni. Liptovský Mikuláš, cittadina della regione di Žilina, era la base del patriota slovacco Michal Miloslav Hodža. La riunione, sebbene la partecipazione dei cattolici fosse minore del previsto, diede origine a un'associazione aconfessionale chiamata Tatrín, con lo scopo di unire tutti gli slovacchi in un unico blocco nazionale. I cattolici furono maggiormente coinvolti a partire dal 1847, a seguito della loro accettazione della codificazione della lingua slovacca proposta da Ľudovít Štúr. 

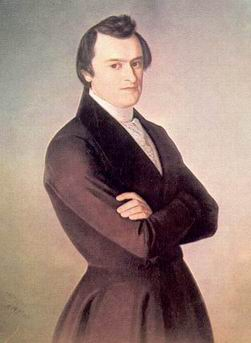
Michal Miloslav Hodža

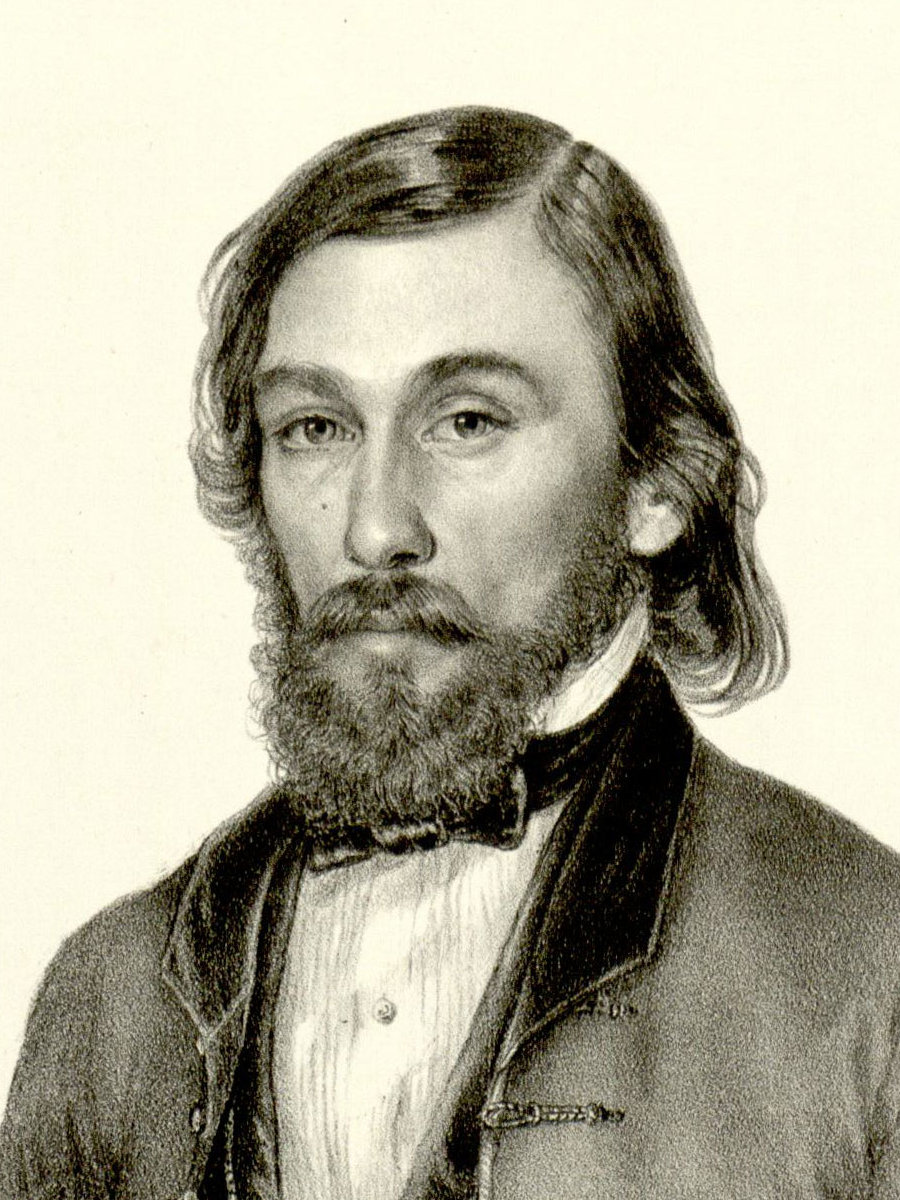
Jozef Miloslav Hurban

Oltre all'unione degli slovacchi in un unico blocco nazionale, altri fattori contribuirono alla formazione della coscienza nazionale slovacca prima del  1848. Nel 1845, le autorità permisero per la prima volta la stampa di giornali slovacchi. Il primo fu il foglio di Ľudovít Štúr Slovenskje národňje novini, il cui primo numero uscì il 1º agosto 1845. Fu presto seguito dal giornale di Jozef Miloslav Hurban Slovenskje pohladi na vedi, umeňja a literatúru, che tuttavia non riscosse lo stesso successo del giornale di Štúr. Oltre alla stampa, i rappresentanti del movimento nazionale slovacco operavano fra il popolo per promuovere l'istruzione, le scuole domenicali, le biblioteche, il teatro amatoriale, i "circoli della temperanza" in cui si combatteva la piaga dell'alcolismo e altre formazioni sociali. In agricoltura, Samuel Jurkovič fondò una cooperativa di credito nel villaggio di Sobotište, che fu la prima del suo genere in Europa.
Nel novembre del 1847 Ľudovít Štúr, delegato di Zvolen alla Dieta ungherese, parlò innanzi ai suoi colleghi a Presburgo, l'odierna Bratislava. Nel suo discorso, Štúr espose una piattaforma in sei punti per affrontare le questioni politiche ed economiche:
- Proclamare l'abolizione legale, universale e permanente della servitù, mediante l'acquisizione dei diritti feudali da parte dello Stato, con una minima spesa per i popolani.
- Abolire la Corte patrimoniale e liberare i popolani dal controllo dei nobili.
- Permettere ai popolani di rappresentare i loro interessi mediante l'ammissione nell'amministrazione dei comitati e nella Dieta.
- Sottrarre le città privilegiate dalla giurisdizione dei comitati e riorganizzare l'amministrazione delle città regie, aumentando i loro dritti di voto nella Dieta.
- Abolire il privilegio della nobiltà e rendere tutte le persone uguali davanti alla legge, abolire l'esenzione dalle tasse per la nobiltà e per la successione, assicurare ai popolani l'accesso alla pubblica amministrazione e garantire la libertà di stampa.
- Riorganizzare il sistema scolastico in modo che rispondesse alle esigenze del popolo e garantire un migliore trattamento economico agli insegnanti.

Accanto a questi punti, di cui parecchi incontrarono l'elogio di Kossuth, Štúr pose la questione dell'uso della lingua slovacca nella pubblica amministrazione e dell'interferenza magiara in molti aspetti della vita slovacca, fra cui la religione.

### Lo scoppio della rivolta
Dopo la rivoluzione a Pest e a Buda il 15 marzo 1848 e la formazione di un nuovo governo il 17 marzo, la minaccia di una magiarizzazione forzata si fece più consistente. Nel comitato di Hont la tensione raggiunse il culmine quando due slovacchi, Janko Kráľ e Ján Rotarides presentarono istanze per l'abolizione della servitù e il riconoscimento della lingua slovacca nelle scuole e nella pubblica amministrazione. Le loro petizioni fecero sì che fossero incarcerati. Il 28 marzo 1848 una numerosa assemblea di ex servi si riunì nel comitato di Liptó e Liptovský Mikuláš divenne un campo di prova per il riconoscimento sistematico di nuovi diritti e per l'estensione dei diritti alle minoranze etniche, cioè ai non magiari. Le notizie di queste assemblee raggiunsero i minatori del distretto minerario della Slovacchia centrale, le cui dimostrazioni furono sedate da un commissario speciale inviato da Budapest.
Nell'aprile del 1848 Štúr e Hurban parteciparono un incontro preliminare a Vienna, che pose le basi per il primo Congresso panslavista, che si terrà a Praga. Il 24 aprile furono avanzate in Orava le Petizioni di Gäceľ, che contenevano una richiesta della parificazione tra le lingue ungherese e slovacca. Nel frattempo, tornato a Liptovský Mikuláš, Hodža insieme con venti delegati redasse le Petizioni del popolo slovacco, che in 14 punti fissavano gli obiettivi nazionali e sociali per la nazione slovacca. Questo documento fu accolto con freddezza da Budapest, che in risposta impose la legge marziale in Slovacchia ed emise mandati di cattura per Štúr, Hurban e Hodža il 12 maggio 1848. Contemporaneamente, le insurrezioni in Serbia, Croazia e Slovenia, che avevano un più acceso carattere militare, distolsero l'attenzione dei magiari dalla Slovacchia per concentrarla sulla parte meridionale del Regno d'Ungheria. Hurban presenziò a una sessione della Dieta croata il 5 luglio, parlando ai croati della difficile situazione degli slovacchi. Tanta fu l'eloquenza di Hurban, che fu emessa una dichiarazione congiunta croato-slovacca, che non fece che esacerbare la pubblica opinione magiara. Quando il Congresso panslavista si riunì in assemblea plenaria il  2 giugno 1848, Štúr, Hurban, Hodža e molti altri patrioti slovacchi erano presenti, fra le centinaia di delegati di ogni nazione slava. Il congresso aveva lo scopo di sviluppare una strategia comune per tutti i popoli slavi che vivevano nel territorio dell'Impero austro-ungarico. Il congresso fu interrotto il 12 giugno, quando una rivolta armata scoppiò a Praga. Tuttavia, nel breve congresso gli Slovacchi riuscirono a ottenere per la loro causa il supporto di due ufficiali cechi, Bedřich Bloudek e František Zach, nel caso che gli Slovacchi arrivassero a uno scontro armato contro gli ungheresi.

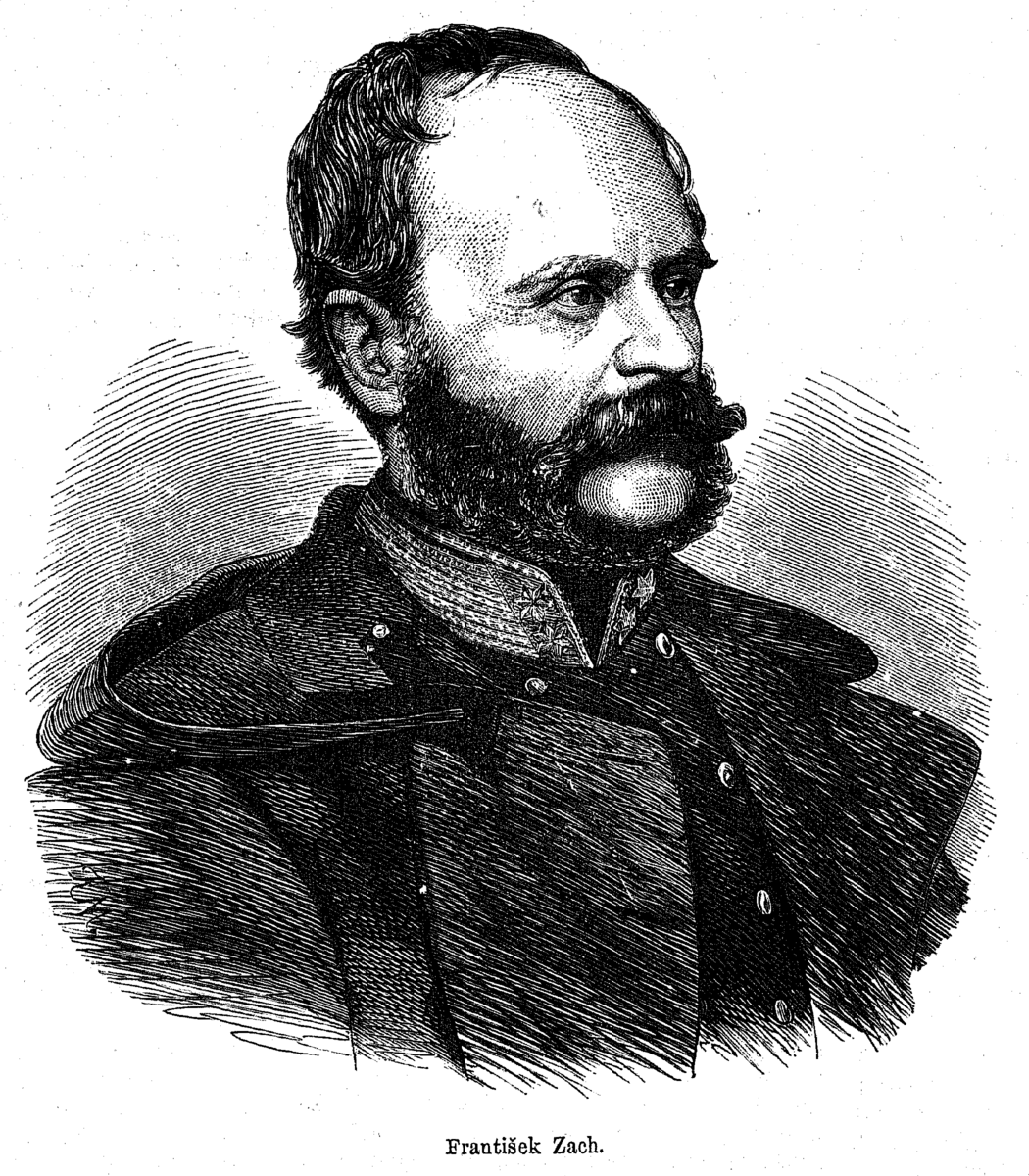
František Zach nel 1867

Sebbene molte richieste di autonomia pervenissero da quasi ogni angolo dell'Impero, Vienna notò che né al Congresso panslavista né nelle diverse insurrezione degli slavi si era preso in considerazione lo scioglimento dell'Impero, a differenza di quanto avveniva con la Rivoluzione ungherese. Giudicando la situazione malleabile, l'Imperatore e i suoi più stretti consiglieri autorizzarono l'azione armata contro la rivolta ungherese. Ciò si verificò la prima volta quando il bano croato Josip Jelačić, un amico degli slovacchi, fu autorizzato a marciare contro gli ungheresi nell'agosto del 1848, dopo che gli ungheresi avevano apertamente sfidato un ordine imperiale. Nonostante ciò, la risposta di Vienna alla sollevazione ungherese rimase tranquilla e ambigua. Mentre si permetteva a Jelačić di marciare contro i magiari, si fornivano all'esercito ungheresi nuovi reparti per mantenere l'ordine pubblico. Allo stesso tempo, gli Slovacchi incominciarono a collaborare con i croati di Jelačić per creare un corpo di volontari slovacchi. Quest'unità fu radunata a Vienna dall'agosto al settembre del 1848. Per guidare l'insurrezione fu istituito a Vienna un Consiglio nazionale slovacco. Il consiglio era composto da Štúr, Hurban e Hodža, le tre personalità principali del Risorgimento slovacco, con il ceco František Zach come comandante militare.

### L'insurrezione

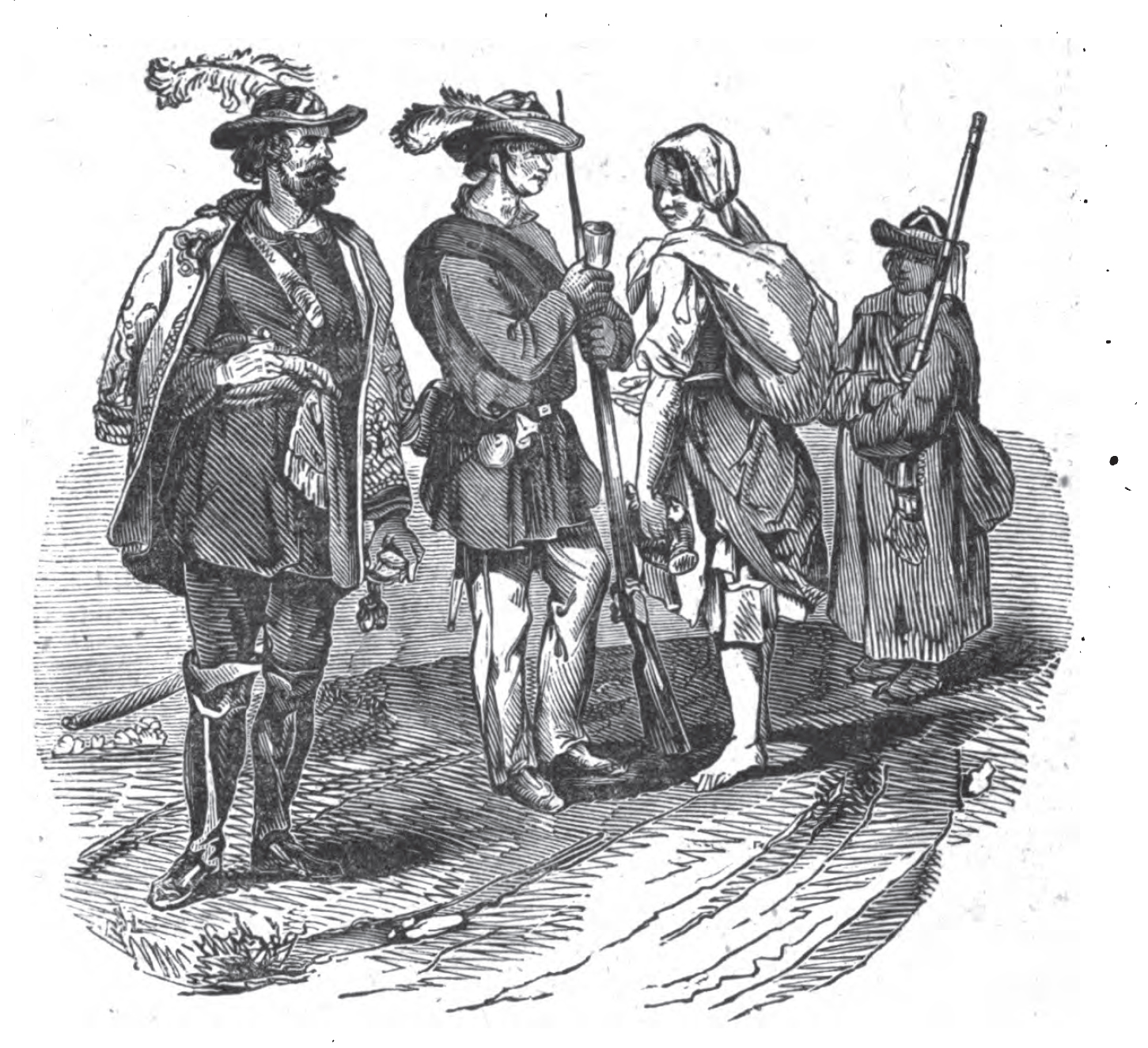
Volontari slovacchi, 1848-1849

Inizialmente, la strategia dei volontari non era chiara. Il 16 settembre fu presa la decisione che 600 uomini marciassero da Vienna, lungo la valle del Váh fino ai comitati di Turóc e di Liptó, attraversando la città di Břeclav, in Moravia. Quando i volontari, il 18 settembre, arrivarono al confine slovacco, si congiunsero con altri 500 volontari provenienti da Brno e da Praga. I volontari ricevettero le armi e pronunciarono un giuramento sulla bandiera slovacca. Nonostante il sostegno di Vienna, quando i volontari incontrarono le truppe dell'Esercito imperiale lungo la strada per Myjava, furono considerati con distacco.
Dopo che i volontari furono arrivati a Myjava, ebbe luogo un'assemblea di slovacchi presieduta da Hurban, che dichiarò la secessione dal Regno d'Ungheria il 19 settembre 1848. Le truppe imperiali presto ordinarono ai volontari slovacchi di abbandonare Myjava, ma l'ordine fu rifiutato e anzi il corpo dei volontari attaccò il distaccamento degli imperiali e ne confiscò i rifornimenti. Nonostante ciò, le truppe imperiali ordinarono a entrambe le parti di interrompere gli scontri. Dopo qualche altro giorno di inconcludente azione armata, i volontari si ritirarono in Moravia. Non molto tempo dopo, un nuovo comandante delle forze imperiale inviato per ristabilire l'ordine nel Regno d'Ungheria, il conte Franz Philipp von Lamberg, fu assalito e deriso da una folla tumultuante, tre giorni dopo il suo arrivo. Ciò impedì ogni trattativa fra Kossuth e gli imperiali. Vienna rispose con l'ordine formale di scioglimento per la Dieta ungherese e con la nomina del bano Josip Jelačić a comandante in Ungheria. Tuttavia, la risposta mancò di efficacia, perché un'altra insurrezione popolare, di marca pangermanista, sfociò nell'assassinio del ministro della guerra conte Theodor Baillet-Latour il 6 ottobre 1848.

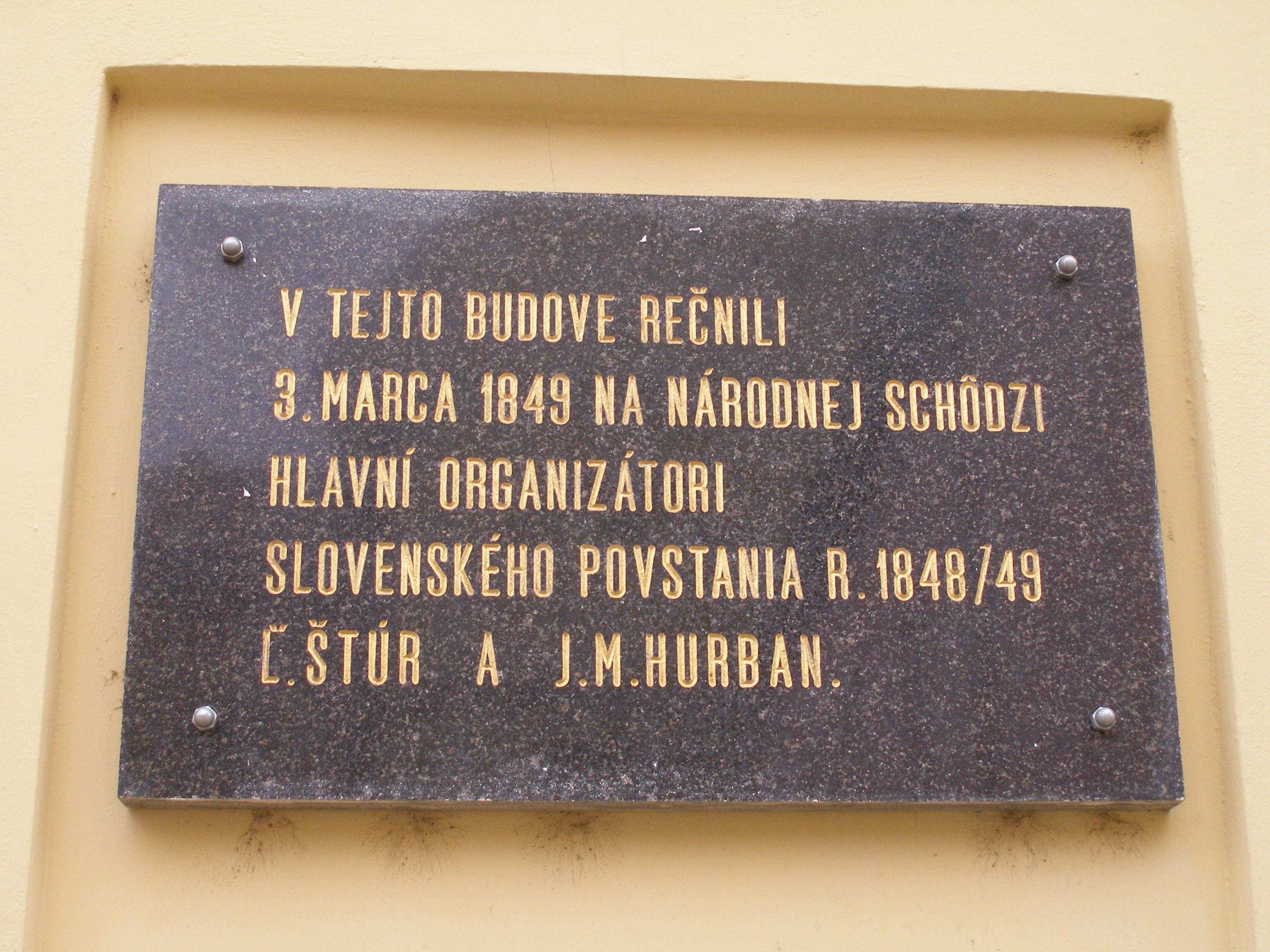
Una lapide a Prešov ricorda il luogo in cui parlarono Hurban e Sťur.

Nel mezzo di questi tumulti a Vienna, che costrinsero l'Imperatore e la Dieta imperiale a trasferirsi a Olomouc in Moravia, i magiari disposero  misure contro gli slovacchi, privando le guide del Consiglio nazionale slovacco della cittadinanza e giustiziando un manipolo di prigionieri. Questa mossa portò gli slovacchi a ricorrere alla Corte imperiale e nonostante le iniziali perplessità del comandante in capo principe Alfred von Windisch-Graetz, fu autorizzata un'altra unità di volontari. Gli iniziali problemi di reclutamento procrastinarono questa seconda campagna dei volontari fino al 4 dicembre 1848. A dicembre e a gennaio, i volontari slovacchi 
furono impegnati al fianco degli imperiali per riprendere Turčiansky Svätý Martin, l'odierna Martin. Il 13 gennaio 1849 un'adunata di massa a Martin fu seguita dall'arruolamento di altri volontari. Agendo con il supporto imperiale, Bloudek mosse verso est e, raccogliendo qualche altro migliaio di volontari, occupò Prešov il 26 febbraio e Košice il 2 marzo. Nel frattempo, un'altra unità di slovacchi fu sconfitta dopo essersi imbattuta nell'esercito ungherese vicino a Muráň, nella regione di Banská Bystrica. A peggiorare le cose, iniziarono a scoppiare le prime discussioni fra gli ufficiali cechi e quelli slovacchi.

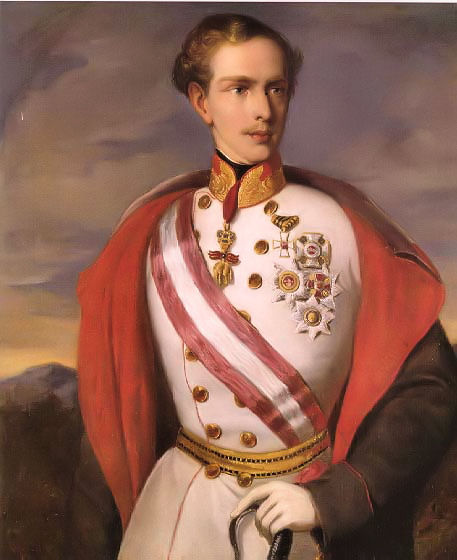
Un giovane Francesco Giuseppe

Dopo aver presieduto adunate patriottiche a Prešov e a Martin, Štúr e Hurban guidarono una delegazione di ventiquattro uomini diretta al nuovo imperatore Francesco Giuseppe con la proposta di rendere la Slovacchia un granducato autonomo soggetto direttamente a Vienna con rappresentanza alla Dieta imperiale. I delegati richiesero inoltre una Dieta provinciale slovacca, con altre petizioni per le scuole e le istituzioni slovacche. Ottennero udienza dall'Imperatore, che però non esaudì nessuna richiesta, rimandando le questioni al futuro.
Dopo una serie di vittorie nella primavera del 1849, Kossuth e la Dieta ungherese dichiararono gli Asburgo deposti dal trono d'Ungheria il 14 aprile 1849. Nello stesso periodo, i contingenti slovacchi, per lo più concentrati nel comitato di Árva, affrontavano le loro spaccature. I conflitti fra gli ufficiali cechi e quelli slovacchi portarono allo scioglimento del corpo dei volontari. Dopo che lo zar di Russia Nicola I intervenne per sedare la Rivoluzione ungherese tramontarono Kossuth e la causa dell'indipendenza ungherese. In questo periodo i volontari slovacchi furono impegnati un'ultima volta per stanare unità rivoluzionarie magiare isolate fino alla definitiva resa di Világos, che il 13 agosto 1849 pose fine alla Rivoluzione ungherese. Il 9 ottobre 1849, l'Esercito imperiale trasferì i volontari slovacchi dalla Slovacchia centrale a Presburgo, ove furono formalmente sciolti il 21 novembre 1849. Questo fu l'atto finale dell'Insurrezione slovacca.

## Conseguenze

### Il punto di vista slovacco
Gli storici Anton Špiesz e Dušan Čaplovič così riassumono le conseguenze dell'Insurrezione slovacca:
(Anton Špiesz e Dušan Čaplovič, 2006.)

### Il punto di vista ungherese
In ogni caso la pretesa che la nazione slovacca si sia schierata con Vienna è errata - riuscirono appena a reclutare 2 000 uomini in Alta Ungheria  (comunque il loro numero è stimato al massimo in circa 10 000) - infatti il numero di slovacchi che combatteva dall'altra parte era significativamente maggiore (stimato attorno a 40 000 dagli storici). Tuttavia, ci furono casi di slovacchi che resistettero al reclutamento nell'Esercito ungherese, soprattutto nella parte occidentale del comitato di Nyitra e in zone del comitato di Gömör és Kishont, specialmente nella città di Tiszolcz (Tisovec), ove i locali protestarono contro il reclutamento ungherese illegale e furono guidati da Štefan Marko Daxner. Gli slovacchi avevano una percentuale di popolazione che prestava servizio nello Honvédség (milizia territoriale) maggiore rispetto a quella degli ungheresi. Unità notevoli composte solo o quasi soltanto da soldati slovacchi era il 2º, il 4º, il 34º, il 51º, il 60º e il 124º battaglione di fanteria e moltissimi slovacchi prestarono servizio nel famoso 9º battaglione di berretti rossi. Anche l'8º e il 10º reggimento di ussari avevano più compagnie composte da soldati slovacchi. C'erano anche molti alti ufficiali dello Honvédség, che si consideravano patrioti slovacchi, fra cui Lajos Beniczky, che fu soprannominato il "Duca degli Slovacchi" da contemporanei e non imparò l'ungherese fino alla fine delle guerra..